# Franz von Frobel
Johann Joachim Franz von Frobel (* 24. Januar 1802 in Rausse, Kreis Neumarkt; † 31. August 1886 in Schlangenbad) war ein preußischer Generalleutnant.

## Leben

### Herkunft
Franz war ein Sohn des Landrats Johann Nepomuk von Frobel (1755–1809) und dessen zweiter Ehefrau Helene Sophie Caroline von Rabiel (1768–1820). Sie war eine Tochter des preußischen Generalmajors Christian Gottlieb Ludwig von Rabiel. Der preußische Generalmajor Louis von Frobel (1791–1862) war sein Bruder und seine Schwester Charlotte (1795–1859) war mit dem Generalmajor Friedrich Ludwig von Sell verheiratet.

### Militärkarriere
Frobel trat 1818 in das 17. Infanterie-Regiment (4. Westfälisches) der Preußischen Armee in Trier ein und avancierte Mitte Oktober 1819 zum Sekondeleutnant. 1824/26 absolvierte er zur weiteren Ausbildung die Allgemeine Kriegsschule. In den kommenden Jahren folgten Kommandierungen zum Lehr-Infanterie Bataillon sowie als Adjutant der 13. Infanterie-Brigade und beim Generalkommando des VII. Armee-Korps in Münster. Unter Belassung in diesem Kommando und Beförderung zum Kapitän wurde Frobel Anfang April 1842 in die Adjutantur versetzt. Daran schloss sich ab Ende März 1847 eine Verwendung als Kompaniechef im 34. Infanterie-Regiment (2. Reserve-Regiment) an. Mit der Beförderung zum Major kam Frobel 21. März 1848 zunächst zum Stab des 30. Infanterie-Regiments in Trier und wurde Kommandeur des in Saarlouis stationierten Füsilier-Bataillons. Dieses führte er 1849 anlässlich der Niederschlagung der Badischen Revolution in den Gefechten bei Durlach, Waghäusel und Oberweier. Für sein Wirken erhielt Frobel den Roten Adlerorden IV. Klasse mit Schwertern und das Kommandeurkreuz des Ordens vom Zähringer Löwen.
Am 22. Juli 1852 wurde er zum Zweiten Kommandanten von Koblenz und Ehrenbreitstein ernannt. In dieser Stellung avancierte Frobel bis Mitte Oktober 1856 zum Oberst und wurde Ende des Monats als Kommandeur des 5. Infanterie-Regiments nach Danzig versetzt. Kurzzeitig war er vom 15. März bis zum 12. Oktober 1859 Kommandeur der 26. Infanterie-Brigade in Münster, wurde Ende Mai Generalmajor und dann zum Kommandanten von Rastatt ernannt. Am 18. Oktober 1861, dem Tag der Krönungsfeierlichkeiten von König Wilhelm I., erhielt Frobel das Kommando über die 3. Garde-Infanterie-Brigade in Berlin. In dieser Eigenschaft wurde er anlässlich des Ordensfestes 1863 mit dem Stern zum Roten Adlerorden II. Klasse mit Eichenlaub und Schwertern am Ringe ausgezeichnet. Unter Verleihung des Charakters als Generalleutnant stellte man Frobel schließlich am 4. Januar 1864 mit Pension zur Disposition.

### Familie
Frobel hatte sich am 8. Juni 1847 in Trier mit Charlotte von Holleben (1818–1852), Tochter des preußischen Generals der Infanterie Heinrich von Holleben verheiratet. Aus dieser Ehe gingen der Sohn Guido (1848–1913) und die Tochter Charlotte (* 1851) hervor. Nach dem Tod seiner ersten Frau ehelichte Frobel am 27. April 1854 in Koblenz deren Schwester Amalie (1820–1905).